# Огилви, Ангус
Сэр Ангус Джеймс Брюс Огилви (англ. Sir Angus James Bruce Ogilvy; 14 сентября 1928, Лондон, Великобритания — 26 октября 2004, там же) — британский аристократ, бизнесмен, рыцарь-командор Королевского Викторианского ордена. Муж принцессы Александры Кентской, двоюродной сестры королевы Великобритании Елизаветы II.

## Биография
Ангус Огилви принадлежал к аристократической семье, тесно связанной с британским королевским домом. Он родился в 1928 году и стал вторым сыном Дэвида Огилви, 12-го графа Эйрли, и Александры Кок, дочери Томаса Кока, 3-го графа Лестера. Огилви окончил Итонский колледж, некоторое время (1946—1948 годы) служил в шотландской гвардии, затем окончил Тринити-колледж в Оксфорде со степенью бакалавра философии, политики и экономики (1950). До 1976 года он работал в Lonrho — компании, занимавшейся бизнесом в Родезии. Огилви ушёл в отставку из-за критики, которой подверглась деятельность компании в очередном отчёте британского Департамента торговли. В последующие годы он занялся благотворительностью.
24 апреля 1963 года Огилви женился на принцессе Александре Кентской — двоюродной сестре королевы Великобритании Елизаветы II, дочери герцога Кентского Георга и принцессы Греческой и Датской Марины. В свадебной церемонии приняли участие все члены королевской семьи. Церемонию транслировали по всему миру, и её посмотрели около 200 миллионов человек.
Огилви отказался от графского титула, предложенного ему по случаю женитьбы королевой, и от квартиры в одном из королевских дворцов; его жена, правда, сохранила за собой апартаменты в Сент-Джеймсском дворце. В 1988 году Елизавета II произвела Огилви в рыцари-командоры Королевского Викторианского ордена, в 1997 году сделала его тайным советником. Сэр Ангус умер в 2004 году от рака горла. Его похоронили на королевском кладбище во Фрогморе.

## Потомки
Александра Кентская родила сэру Ангусу двух детей. Это сын Джеймс (родился 29 февраля 1964) и дочь Марина (родилась 31 июля 1966).